# Stenus nitens
Stenus nitens – gatunek chrząszcza z rodziny kusakowatych i podrodziny myśliczków (Steninae).
Gatunek ten został opisany w 1833 roku przez Jamesa Francisa Stephensa.
Chrząszcz o połyskującym ciele długości od 3,5 do 4 mm. Głowę jego charakteryzuje  prawie płaskie czoło. Przedplecze i pokrywy są grubo i gęsto punktowane. Środkiem przedplecza biegnie długa, wąska, podłużna bruzda. Początkowe tergity odwłoka mają po cztery krótkie, podłużne listewki po bokach części nasadowych. Odległości między punktami na tergitach są równe ich średnicom. Krótkie tylne stopy są niewiele dłuższe niż połowa goleni.
Owad palearktyczny, rozprzestrzeniony od Wysp Brytyjskich i północy Skandynawii po Francję na zachodzie, północ Włoch na południu i Syberię na wschodzie. W Polsce odnotowany na nielicznych stanowiskach. Zasiedla torfowiska, tereny bagienne i pobrzeża wód.